# Ludwigsbergs verkstad

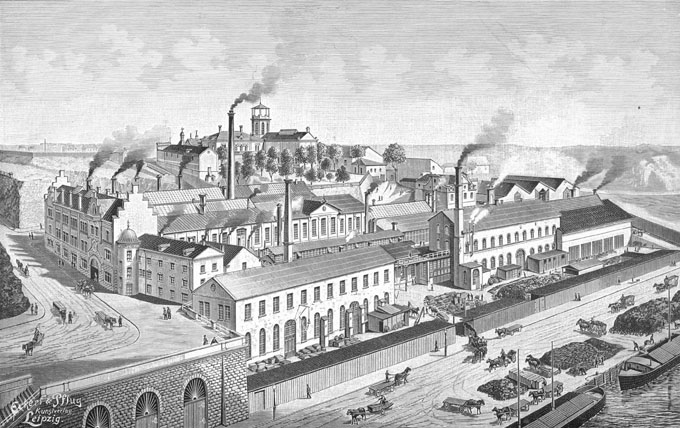
Ludwigsbergs verkstäder, 1800-talet.

Ludwigsbergs verkstad var ett industriföretag i Stockholm som grundades i mitten av 1800-talet och under 1900-talet blev inlemmat i Asea.

## Historik

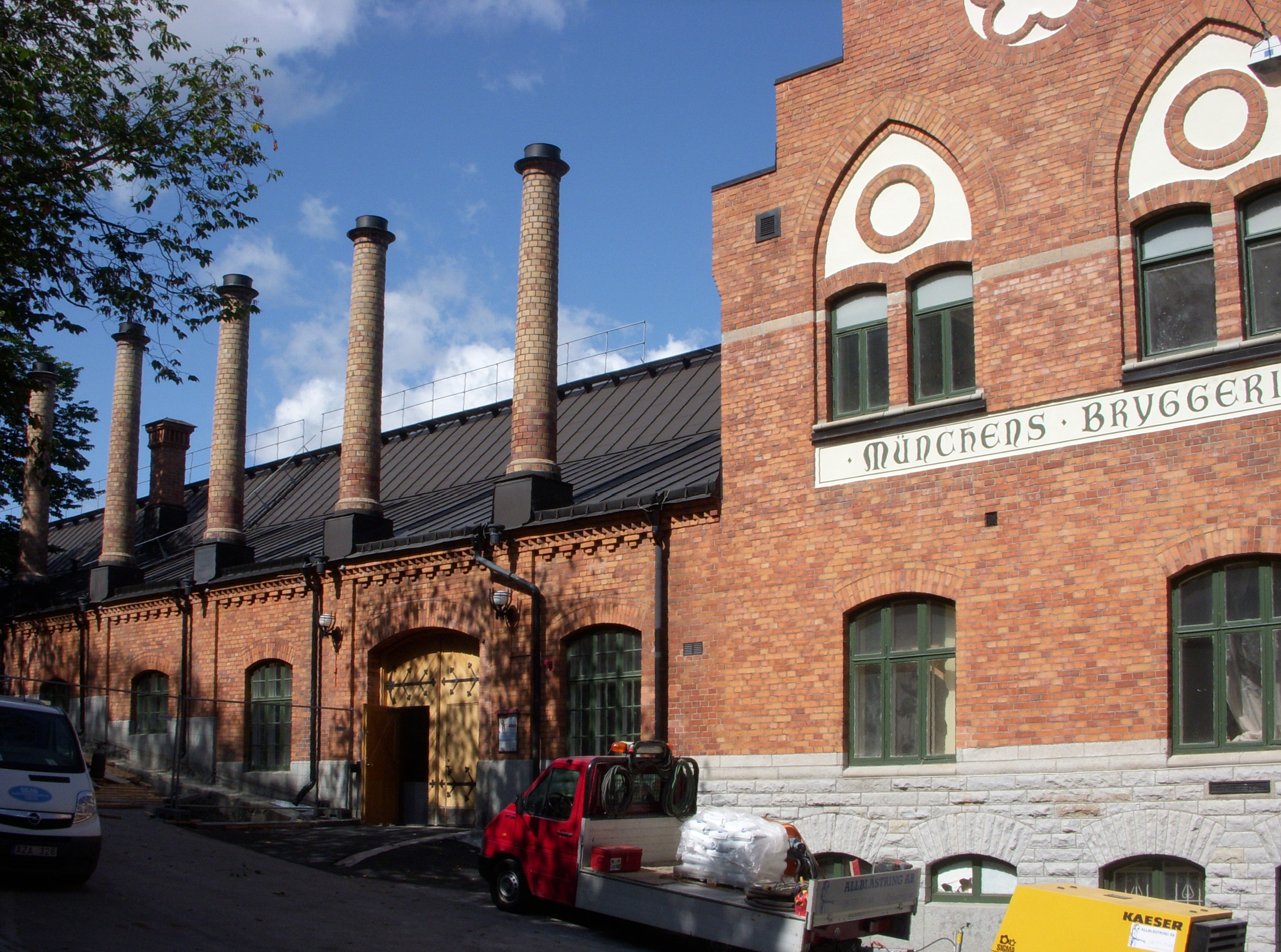
Byggnad vid Duvogränd med fem ventilationsskorstenar från Ludwigsbergs verkstads tid.

År 1843 grundades Ludwigsbergs gjuteri och mekaniska verkstad av Jacques Lamm på det markområde vid Skinnarviksberget som köpts av hans far Salomon Ludwig Lamm samma år. Namnet är den unge gjuterifabrikörens hyllning till sin far. Fabriksverksamheten utvecklades snabbt och firman blev under 1800-talet ett av Sveriges största industriföretag, även känt internationellt. 1878 bildades Ludwigsbergs Verkstads AB och 1881 övertog Carl Robert Lamm (1856–1938) ledningen för företaget. Det blev bland annat känt för tillverkning av ångsprutor.
1892 tillverkade Ludwigsbergs Verkstads AB den första svenska kylmaskinen. Den levererades till Münchenbryggeriet på Söder Mälarstrand i Stockholm. Kylmaskiner blev en av firmans många produkter. Verkstadsföretaget Luth & Rosén AB, köpte Ludwigsbergs Verkstads AB 1904, och 1909 överflyttades verksamheten till detta företags lokaler i Stockholm. I samband med en omorganisationen 1916 likviderades Ludwigsbergs Verkstads AB och uppgick helt i Luth & Rosén, vilket hösten 1930 blev en del av Asea.
Två fabrikshus från 1855-1856 finns kvar i korsningen Söder Mälarstrand / Torkel Knutssonsgatan samt fabrikörssvillan, Villa Ludvigsberg, byggd 1859-1860 återfinns idag i backen ovanför Münchenbryggeriet.